# Cordilura bicoloripes
Cordilura bicoloripes är en tvåvingeart som beskrevs av Ozerov 1997. Cordilura bicoloripes ingår i släktet Cordilura och familjen kolvflugor. Inga underarter finns listade i Catalogue of Life.